# Federazione Sportiva e Comitato Olimpico di Hong Kong, Cina
La Federazione Sportiva e Comitato Olimpico di Hong Kong, Cina (noto anche come 中國香港體育協會暨奧林匹克委員會 in cinese tradizionale) è un'organizzazione sportiva nata nel 1950 a Hong Kong, regione amministrativa speciale della Cina.
Rappresenta questa nazione presso il Comitato Olimpico Internazionale (CIO) dal 1951 ed ha lo scopo di curare l'organizzazione ed il potenziamento dello sport in Hong Kong e, in particolare, la preparazione degli atleti di Hong Kong, per consentire loro la partecipazione ai Giochi olimpici. L'associazione è, inoltre, membro del Consiglio Olimpico d'Asia.
Sebbene Hong Kong non sia uno stato indipendente, è garantito dalla sua costituzione, la legge fondamentale della regione amministrativa speciale di Hong Kong, il diritto di entrare a far parte di organizzazioni internazionali, sotto il nome di "Hong Kong, Cina". Prima che la Repubblica Popolare Cinese assumesse la sovranità dell'ex-colonia britannica nel 1997, il comitato era chiamato Federazione Sportiva e Comitato Olimpico di Hong Kong.
L'attuale presidente dell'associazione è Timothy Fok, mentre la carica di segretario generale è occupata da Chung Pang.